# Mittlerspitz
Mittlerspitz är en bergstopp på gränsen mellan Liechtenstein och kantonen Graubünden i Schweiz. Den ligger 9 km söder om Liechtensteins huvudstad Vaduz. Toppen på Mittlerspitz är 1 897 meter över havet.